# 颈环嵌线螺
颈环嵌线螺（学名：Cymatium moniliferum），是异足目法螺科梭法螺属的一种。主要分布于中国大陆，常栖息在潮下带。